# Weicher Stil

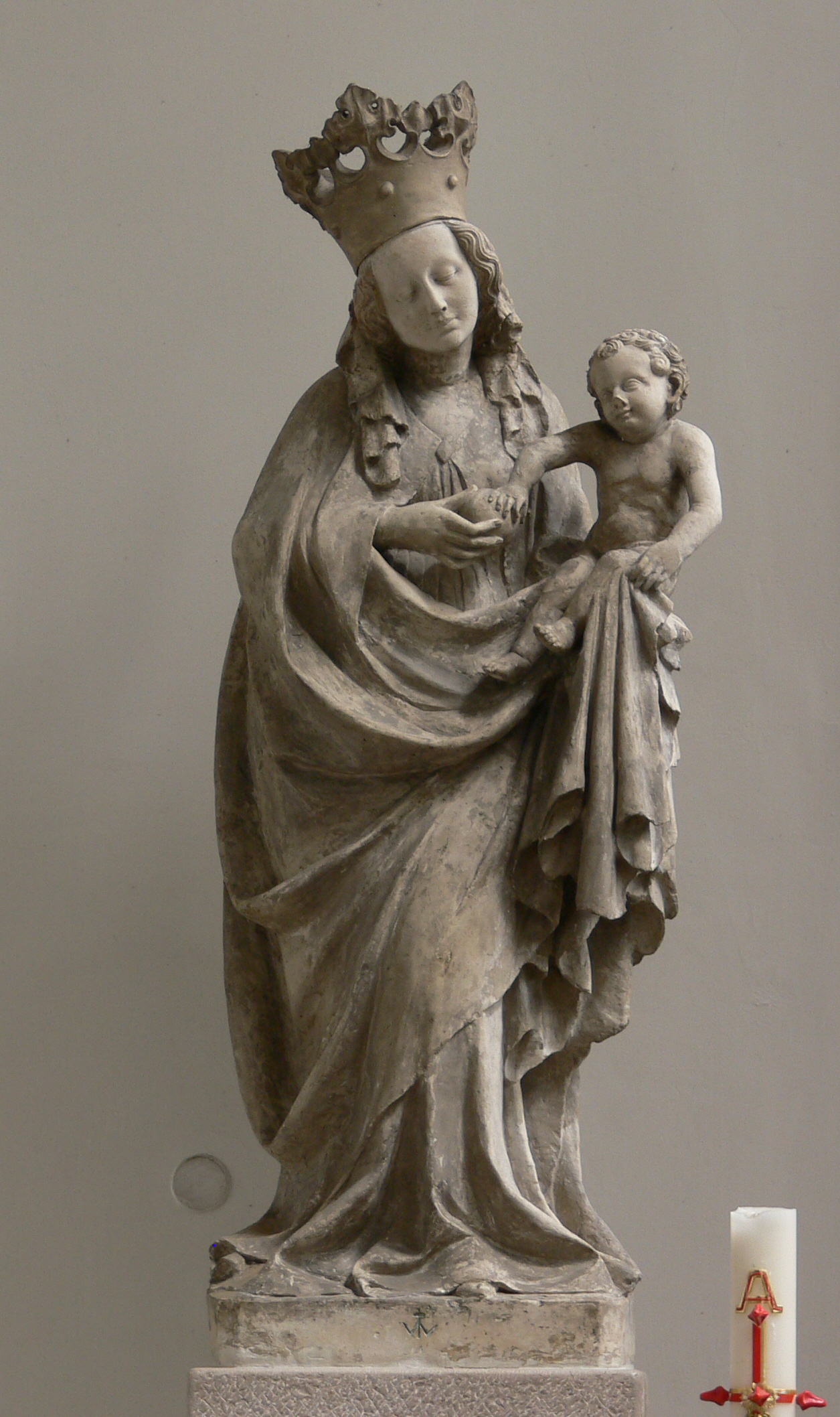
„Horber Madonna“, um 1400

Der weiche Stil ist eine Stilrichtung in der spätgotischen Malerei und Plastik um 1400. Typische Beispiele des weichen Stils sind Marienfiguren, die auch „schöne Madonnen“ genannt werden.

## Entwicklung zum weichen Stil
In der Zeit der Entwicklung zum weichen Stil besaß für die Kultur vor allem die Achse Prag–Paris Bedeutung, was auf die besonders engen Beziehungen der Luxemburger zu den französischen Königen zurückzuführen ist. Der aus dem Geschlecht der Luxemburger stammende römisch-deutsche Kaiser Karl IV. (1346–1378) setzte sich erfolgreich dafür ein, Prag zum künstlerischen Zentrum Mitteleuropas zu machen. Für den Bau des Veitsdomes in Prag holte Karl IV. Peter Parler. Dieser war als Architekt und Bildhauer tätig. Er führte das Grabmal Ottokars I. Premysl aus, wofür er 900 Silbergroschen nahm. Die Figur des heiligen Wenzel im Veitsdom entstammt ebenfalls dem Parlerkreis.

## Merkmale

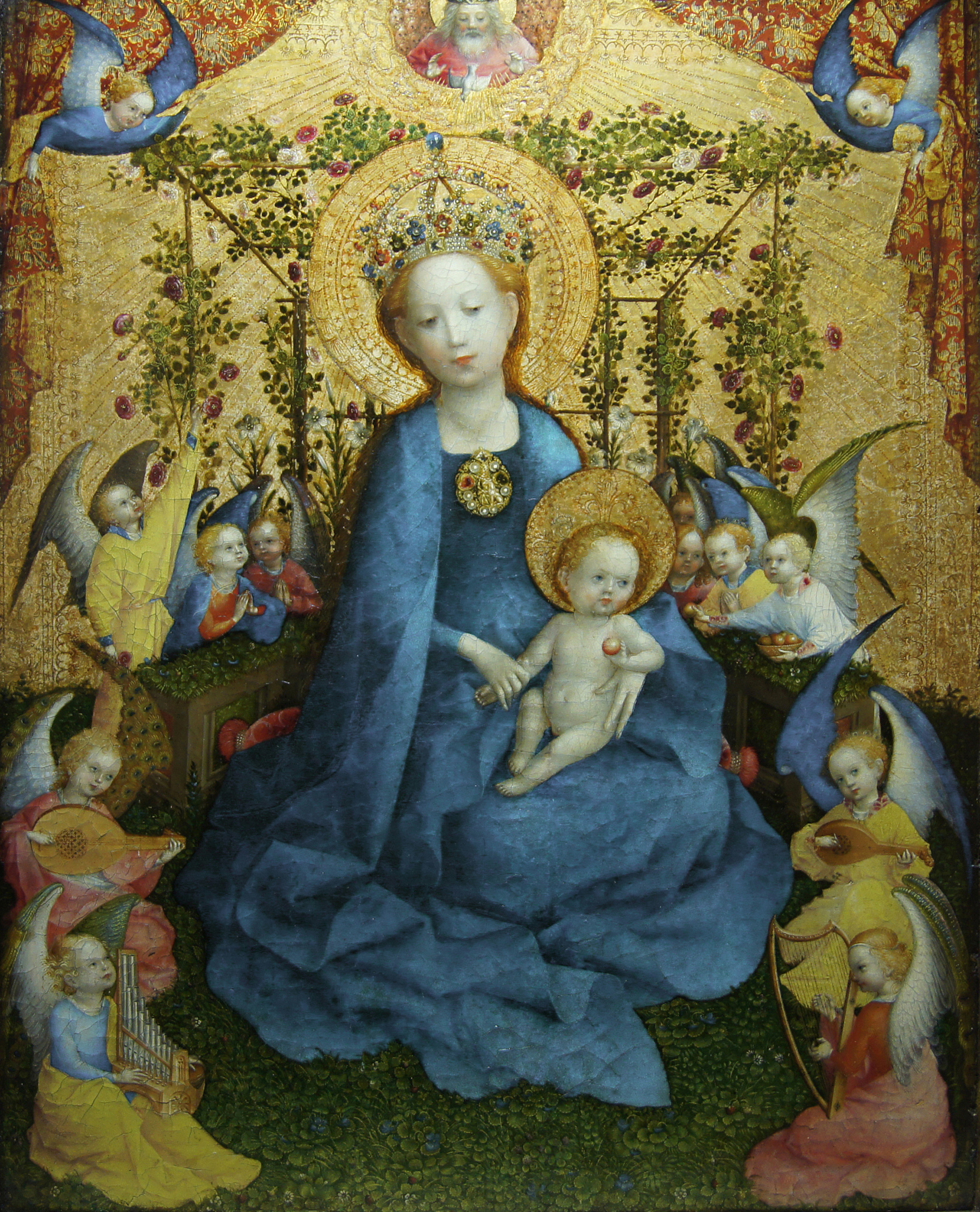
„Maria im Rosenhag“ (Hortus conclusus), Stefan Lochner, um 1448, Köln, Wallraf-Richartz-Museum

Charakteristisch ist die Betonung des in runden, fließenden Mulden herabfallenden, zunehmend dreidimensional wirkenden Gewänder der Figuren und die breit auf dem Boden aufliegenden Stoffbahnen, deren Saumkanten in weichen fließenden Formen gestaltet sind. Ebenfalls charakteristisch sind der zarte, verträumte Ausdruck und die zierliche Gestalt, gepaart mit Detailschilderungen. Der weiche Stil war bereits um 1380 ausgebildet (siehe André Beauneveu) und ein Jahrzehnt später weit verbreitet. „Schöne Madonnen“ entstanden fast während des gesamten 15. Jahrhunderts, doch gehören die späteren Werke, die so bezeichnet werden, nicht mehr zum weichen Stil, der um 1450 endet. Er wird durch neue realistische Einflüsse aus den Niederlanden verdrängt. Im Faltenstil ist dies am Übergang zum „eckigen Stil“ mit hart umbrechenden Falten zu erkennen.
Um 1400 wurden in einigen Kunstzentren Ton und Kunststein zu den allgemein verwendeten Werkstoffen, da diese weniger kostspielig und leichter zu verarbeiten waren als die anderen gewöhnlichen Werkstoffe wie Naturstein, Marmor und Holz.
Die „schönen Madonnen“ zeichnen sich durch eine gelöste Beweglichkeit aus. Charakteristisch ist zudem die hohe Stirn, die schmale gerade Nase, der kleine Mund und das über die Ohren zurückgelegte Haar. Ihre leicht geneigten Häupter sind von zarter Armut gekennzeichnet. Die innige Beziehung der Muttergottes zum Jesuskind ist hierbei besonders auffallend.
Der weiche Stil findet sich in Werken der Schildermaler, der Buchmalkunst und der Bildhauerei.
Siehe auch:
- Schöne Madonna von Breslau
- Schöne Madonna von Danzig
- Schöne Madonna von Krużlowa
- Meister der Thorner Madonna
- Konrad Kuene van der Hallen, als bedeutender Bildhauer und Kölner Dombaumeister mit weichem Stil.

## Begriffe
Der Begriff weicher Stil wurde 1907 von Hans Börger geschaffen und erfuhr in den 1920er bis 30er Jahren durch Wilhelm Pinder weite Verbreitung. Da er fast nur von der deutschen Kunstwissenschaft verwendet wird, gibt es umstrittene Versuche, die Ersatzbezeichnung „internationale Gotik“ einzuführen. Diese entspringt der Feststellung, dass der weiche Stil einem regen internationalen Austausch von Formen und Idee und einer in der Geschichte Europas bis dahin einmaligen Einheitlichkeit unterworfen war. Die von der tschechischen Kunstforschung ausgehende Bezeichnung „schöner Stil“ ist ein weiteres Synonym für den weichen Stil.
Der Begriff „schöne Madonna“ wird sowohl Pinder (1923) als auch A. Stix zugeschrieben.

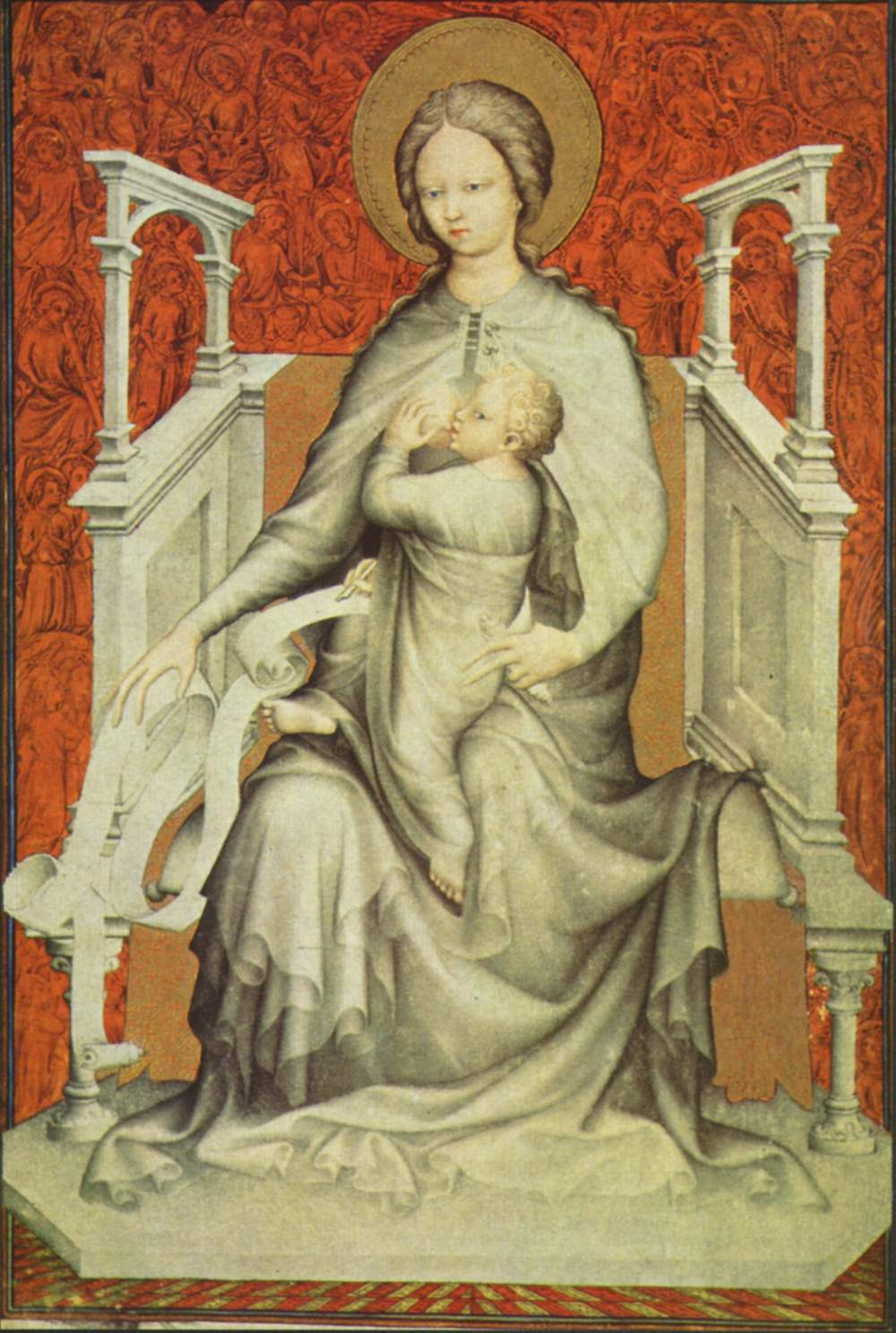
Madonna aus den Très Belles Heures de Notre-Dame eines unbekannten Künstlers (um 1402)
„Schöne Hallgartenerin“ (um 1415) in der Pfarrkirche Mariä Himmelfahrt in Hallgarten im Rheingau
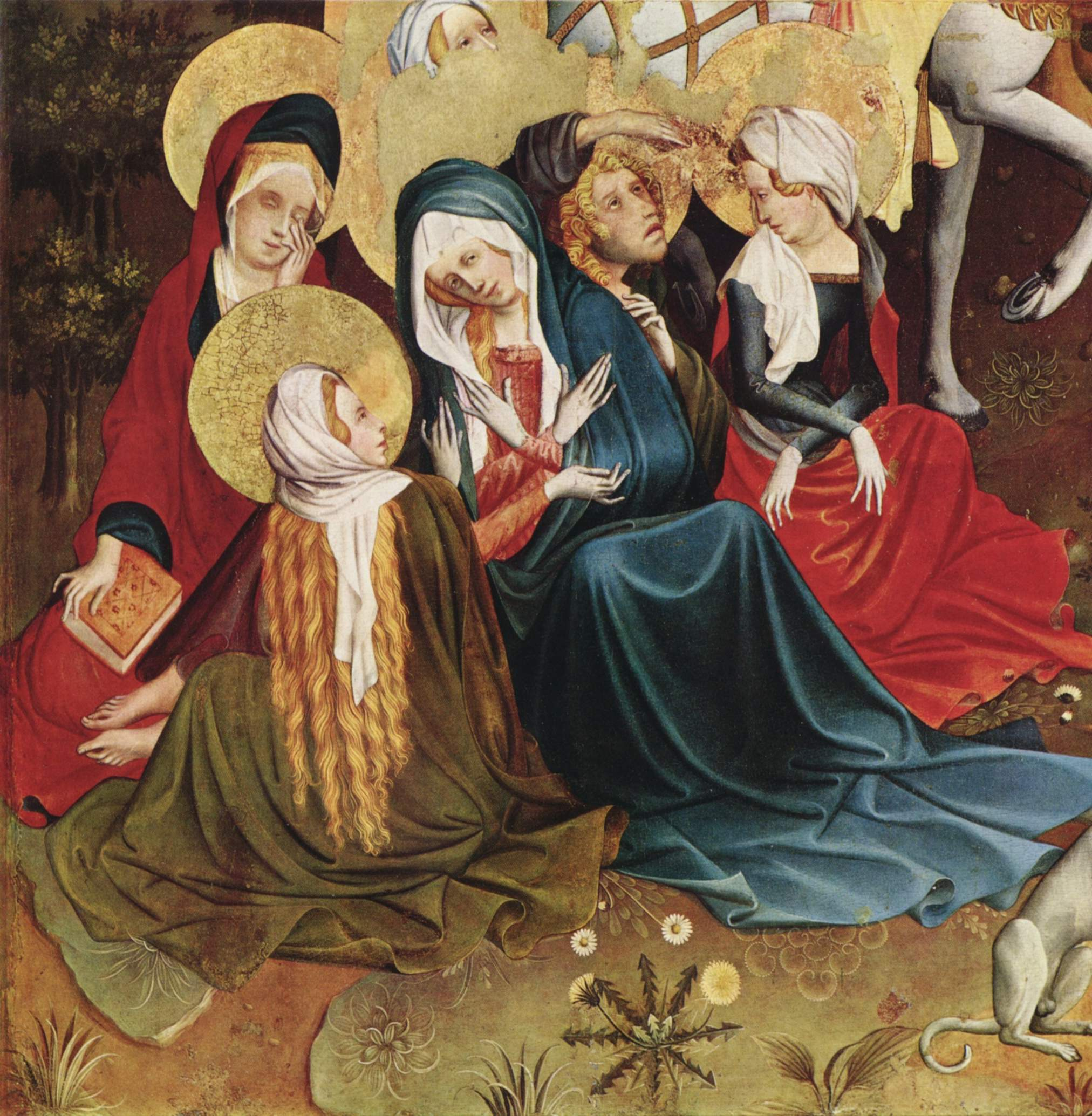
Frauen unter dem Kreuz aus dem Thomasaltar von Meister Francke (um 1424)
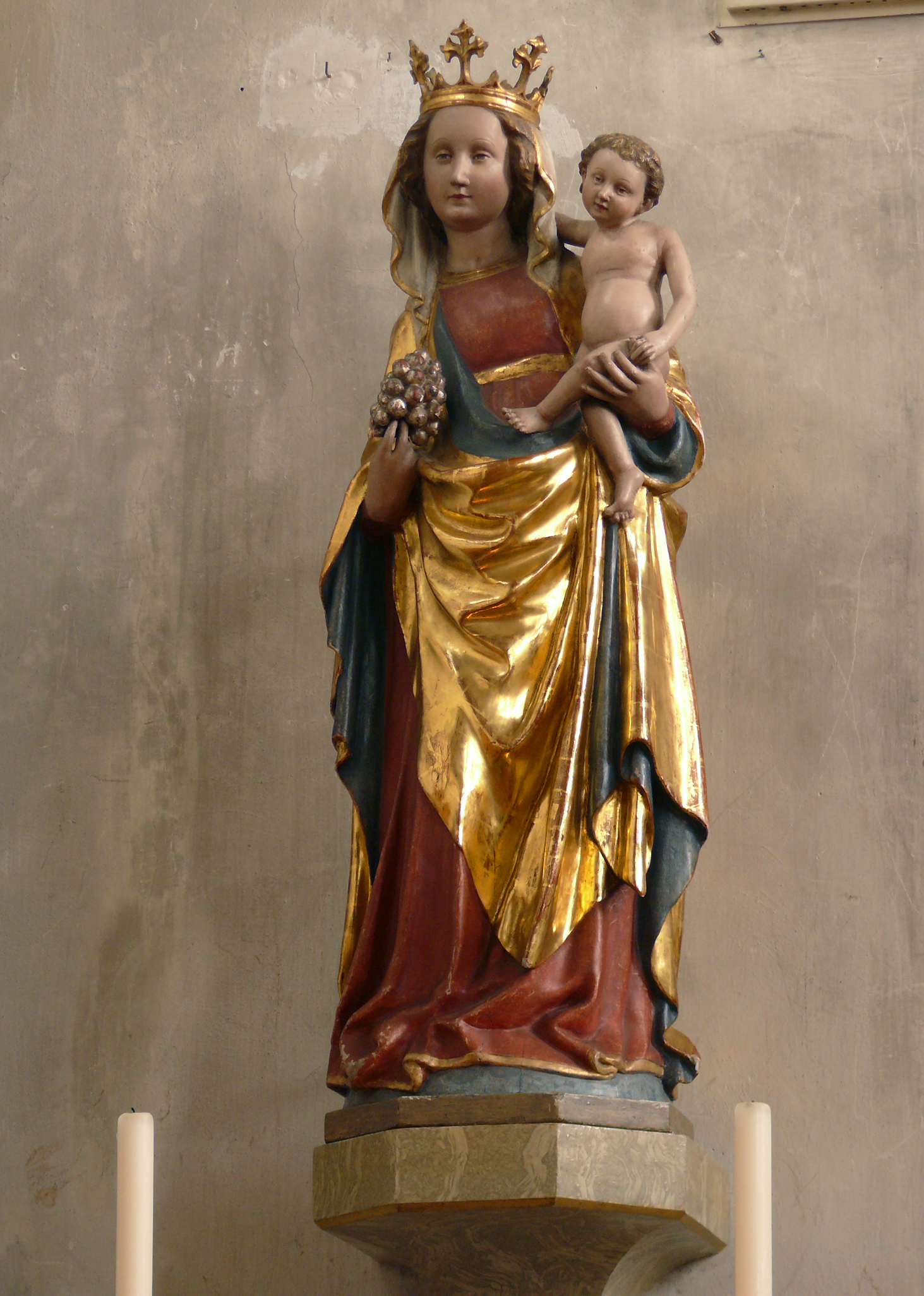
Muttergottes (ca. 1430) in St. Nikolaus in Veringenstadt